# Зарафшан (Пенджикент)
Футбольний клуб «Зарафшан» або просто «Зарафшан» — таджицький професіональний футбольний клуб з міста Пенджикент.

## Історія
Футбольний клуб «Зарафшан» було засновано в 1981 році в місті Пенджикент. В 2011 році команда здобула путівку до Вищої ліги. Але вже за підсумками сезону 2012 року посіла останнє 13-те місце та змушена була повернутися з наступного сезону до виступів у Першій лізі. В національному кубку в 2012 році команда дійшла до 1/4 фіналу.

## Статистика виступів у національному чемпіонаті
| Сезон | Ліга | Ліга  | Ліга | Ліга | Ліга | Ліга | Ліга | Ліга | Ліга | Кубок Таджикистану | Бомбардир | Бомбардир | Тренер |
| Сезон | Див. | Міс.  | Іг.  | В    | Н    | П    | ЗМ   | ПМ   | О    | Кубок Таджикистану | Ім'я      | Ліга      | Тренер |
| ----- | ---- | ----- | ---- | ---- | ---- | ---- | ---- | ---- | ---- | ------------------ | --------- | --------- | ------ |
| 2012  | 1-ий | 13-те | 24   | 1    | 3    | 20   | 21   | 98   | 6    | 1/4 фіналу         |           |           |        |